# Leichtathletik-Europameisterschaften 1946/Diskuswurf der Männer

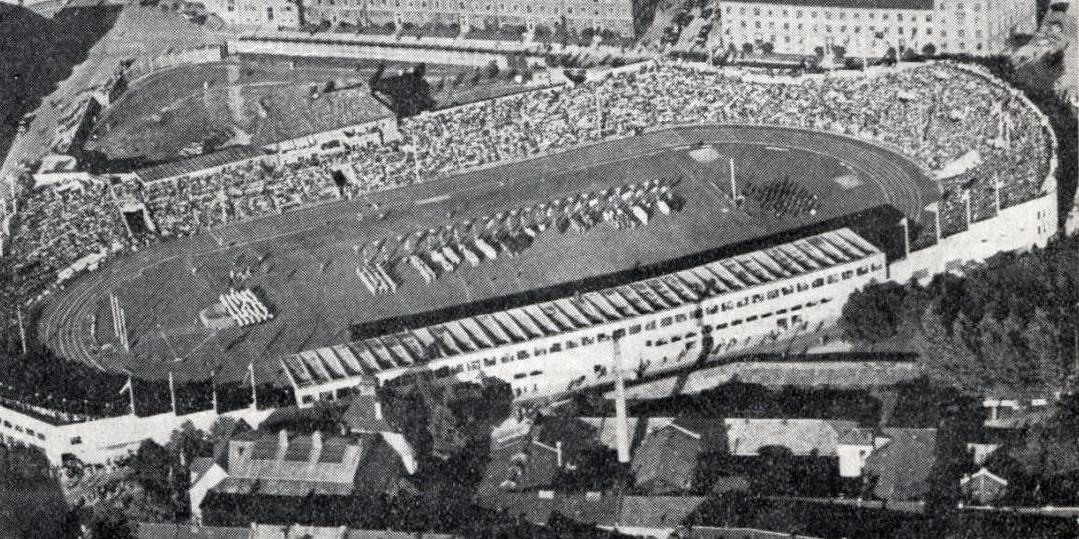
Das Bislett-Stadion in Oslo kurz nach den Europameisterschaften

Der Diskuswurf der Männer bei den Leichtathletik-Europameisterschaften 1946 wurde am 24. August 1946 im Bislett-Stadion der norwegischen Hauptstadt Oslo ausgetragen.
In dieser Disziplin gab es einen italienischen Doppelsieg. Europameister wurde Adolfo Consolini. Den zweiten Platz belegte Giuseppe Tosi. Der Finne Veikko Nyqvist gewann die Bronzemedaille.

## Rekorde

### Bestehende Rekorde
| Weltrekord           | 54,93 m | Robert Fitch     | Minneapolis, USA  | 8. Juni 1946      |
| Europarekord         | 54,23 m | Adolfo Consolini | Mailand, Italien  | 14. April 1946    |
| Meisterschaftsrekord | 50,38 m | Harald Andersson | EM Turin, Italien | 8. September 1934 |

### Rekordverbesserung
Der italienische Europameister Adolfo Consolini verbesserte Harald Anderssons EM-Rekord in der Qualifikation am 24. August um 2,91 Meter auf 53,29 Meter. Zu seinem eigenen Europarekord fehlten dem Italiener damit 94 Zentimeter, zum Weltrekord 1,64 Meter. Europameister wurde Consolini dann mit 53,23 m.

## Qualifikation
24. August 1946
Für das Finale qualifizierten sich die ersten acht Athleten – hellblau unterlegt. Die erzielten Weiten gingen wie heute nicht in die Endwertung ein.

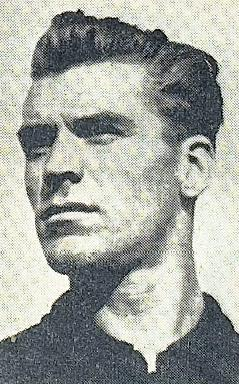
Danilo Žerjal erreichte mit seinem zehnten Platz aus der Qualifikation nicht das Finale

| Platz | Name             | Nation           | Weite (m) |
| ----- | ---------------- | ---------------- | --------- |
| 1     | Adolfo Consolini | Italien          | 53,29 CR  |
| 2     | Giuseppe Tosi    | Italien          | 50,03000  |
| 3     | Nikolaos Syllas  | Griechenland     | 47,67000  |
| 4     | Veikko Nyqvist   | Finnland         | 46,98000  |
| 5     | Bengt Wikner     | Schweden         | 46,96000  |
| 6     | Erik Westlin     | Schweden         | 46,47000  |
| 7     | Stein Johnson    | Norwegen         | 45,61000  |
| 8     | Raymond Tissot   | Frankreich       | 44,90000  |
| 9     | René Bazennerie  | Frankreich       | 44,72000  |
| 10    | Danilo Žerjal    | Jugoslawien      | 44,31000  |
| 11    | Jaroslav Knotek  | Tschechoslowakei | 44,23000  |
| 12    | Johan Nordby     | Norwegen         | 43,33000  |
| 13    | Jón Ólafsson     | Island           | 42,40000  |
| 14    | Gunnar Huseby    | Island           | 41,74000  |
| 15    | Roger Verhaes    | Belgien          | 40,88000  |
| 16    | Oskar Ospelt     | Liechtenstein    | 38,35000  |

## Finale

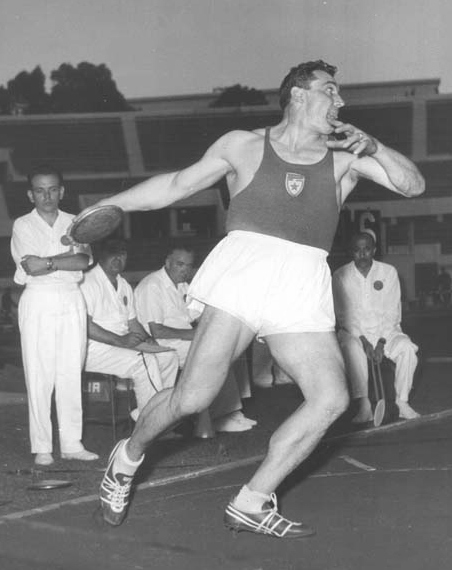
Adolfo Consolini gewann seinen ersten von drei EM-Titeln
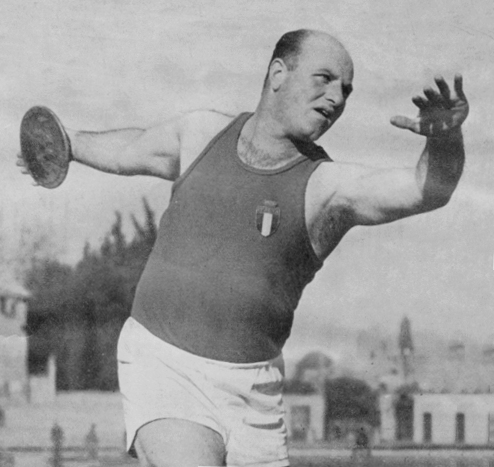
Vizeeuropameister Giuseppe Tosi übertraf als einziger Werfer neben Adolfo Consolini die 50-Meter-Marke
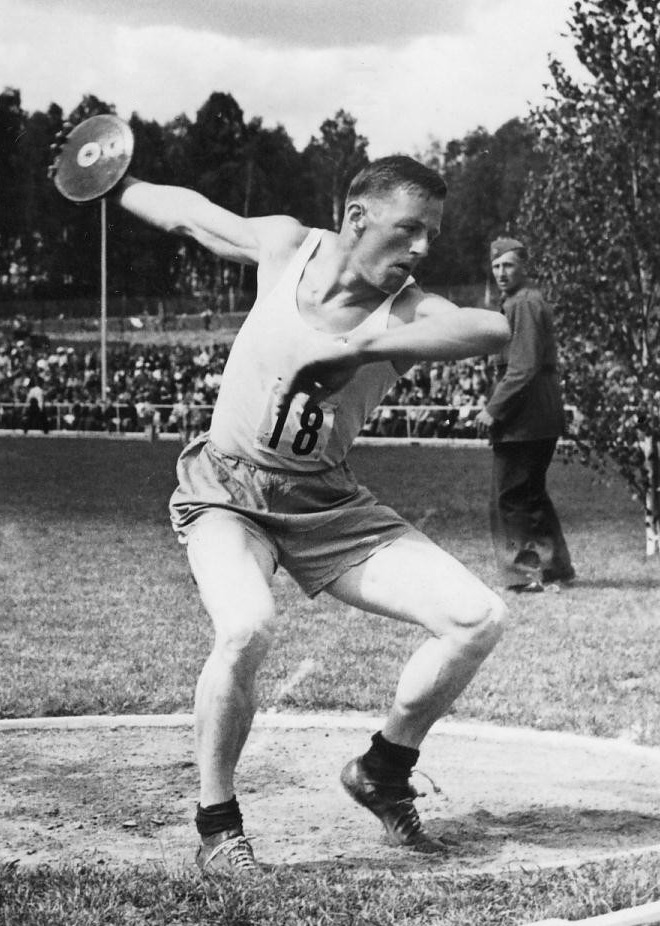
Erik Westlin belegte Rang sechs

24. August 1946, 18.20 Uhr
| Platz | Name             | Nation       | Weite (m) |
| ----- | ---------------- | ------------ | --------- |
| 1     | Adolfo Consolini | Italien      | 53,23     |
| 2     | Giuseppe Tosi    | Italien      | 50,39     |
| 3     | Veikko Nyqvist   | Finnland     | 48,14     |
| 4     | Nikolaos Syllas  | Griechenland | 47,96     |
| 5     | Stein Johnson    | Norwegen     | 46,77     |
| 6     | Erik Westlin     | Schweden     | 45,65     |
| 7     | Bengt Wikner     | Schweden     | 44,57     |
| 8     | Raymond Tissot   | Frankreich   | 44,11     |

## Video
- NORWAY: ATHLETICS: Third day of the European Games (1946), Bereich: 0:33 min bis 0:43 min, youtube.com (englisch), abgerufen am 22. Juni 2022